# Exposició universal de 2020
L' Expo 2020 (en arab:إكسبو 2020) és una exposició universal que se celebra a Dubai, Emirats Àrabs Units des de l'1 d'octubre de 2021 al 31 de març de 2022.
Havia de tenir lloc originàriament del 20 d'octubre de 2020 al 10 d'abril de 2021, però a causa de la Pandèmia de COVID-19, el Bureau International des Expositions, així com el comitè organitzador, amb el suport de molts països, van estudiar la possibilitat d'un ajornament. Es va organitzar una votació entre el 24 d'abril i el 29 de maig de 2020, per tal de pronunciar-se sobre un possible ajornament. Finalment, el BIE va anunciar la decisió de l'ajornament i l'exposició es fa a partir del'1 d'octubre de 2021 al 31 de març de 2022. Oficialment, l'exposició manté l'any 2020 com altres esdeveniments internacionals com els Jocs Olímpics d'Estiu de 2020 o l'Eurocopa 2020.

## Dubai Expo

### Selecció de la ciutat organitzadora
El 26 i 27 novembre de 2013 es va dur a terme la 153 sessió del Bureau international des Expositions amb l'objectiu d'elegir la ciutat per acollir l'Exposició Universal 2020.
Les altres ciutats que van competir per l'exposició van ser:
- Esmirna
- São Paulo
- Iekaterinburg

La ciutat de São Paulo va proposar el tema "Poder de la diversitat, harmonia per al creixement" (Power of Diversity, Harmony for Growth) per a una exposició que havia de cobrir 502 ha. Eliminada a la primera ronda de votacions, São Paulo hauria estat la primera ciutat d'Amèrica Llatina a acollir una Exposició Universal.
El tema "Nous camins cap a un món millor / Salut per a tothom" (New Routes to a Better World / Health for All) proposat pels turcs d'Esmirna segueix el simposi Health for All celebrat l'octubre de 2013 en aquesta ciutat. La candidatura d'Esmirna va ser rebutjada a la segona volta.
Per la ciutat russa de Iekaterinburg, el tema proposat era "L'esperit global (The Global Mind), però va veure rebutjada la seva candidatura a la ronda final, obtenint només 47 vots contra 116 per Dubai.

### El tema de Dubai
Els Emirats Àrabs Units van escollir el tema "Connectar les ments, crear el futur" (Connecting Minds, Creating the Future), els subtemes són sostenibilitat, mobilitat i oportunitat.
| « | En el món actual altament interconnectat, és essencial una visió renovada del progrés i el desenvolupament basada en un propòsit i un compromís compartits | » |

, per tal de promoure aquest tema i impulsar la candidatura de la seva capital, l'emir de Dubai, el xeic Muhammad bin Rashid Al Maktum.
Per tant, és el projecte emiratí el que el 27 de novembre de 2013, va ser designat per organitzar l'Exposició Universal 2020.

### La celebració de la votació
El 27 de novembre de 2013 Dubai guanya el dret d'acollir l'Expo 2020. Per celebrar la victòria, es fan focs artificials des del Burj Khalifa. L'endemà es declara festa nacional per a totes les institucions educatives del país. El xeic Mohammed ben Rachid Al Maktoum promet que Dubai 
| « | sorprendrà el món | » |

 El 2020.

### Organització i previsions
Així, l'Exposició Mundial de Dubai del 2020 serà la primera que tindrà lloc a la regió MENA & SA (Orient Mitjà, Àfrica del Nord i Àsia del Sud).
Segons alguns experts, l'organització de la fira mundial i els preparatius que se'n deriven haurien de donar lloc a 277.000 nous llocs de treball als Emirats Àrabs Units. A més, s'espera una injecció de prop de 40.000 milions de dòlars a l'economia i un augment de visitants d'almenys 25 milions i fins a 100 milions. Per la seva banda, el director general del municipi de Dubai, Hussain Nasser Lootah, assegura que té el laboratori més gran de la regió i que pot investigar fàcilment nous materials i tecnologies necessàries per a la construcció.
El 2016, els organitzadors esperaven donar la benvinguda durant l'esdeveniment, entre l'obertura el 20 d'octubre de 2020 i el tancament el 10 d'abril de 2021, fins a 300.000 visitants.

### Polèmica
Malgrat l'optimisme general, alguns experts i informes prediuen que la recent recessió econòmica penalitzarà el projecte i preveuen que l'Exposició Mundial de Dubai 2020 conduirà a una bombolla immobiliària que podria tenir conseqüències de gran abast.

### L'estratègia implementada i les inversions
El ministre d'Estat dels Emirats Àrabs Units per a la Cooperació Internacional, Reem Al Hashimy, nomenat director gerent de l'Expo de Dubai 2020.
Dubai va decidir insistir en inversions en diversos sectors com el creixement econòmic, immobiliari, vies mediambientals i negocis públics. Dubai ha fet, per tant, importants inversions en béns arrels i ha creat un projecte global de producció d'energia solar durant l'Expo 2020.
A més, el govern vol donar la mateixa importància a les relacions públiques. Així, la Dubai Happiness Agenda ("programa de felicitat de Dubai") Comprèn setze programes sota quatre temàtiques que resumeixen 82 projectes que es posaran a la ciutat amb l'objectiu de fer de la ciutat la més feliç l'any 2020. Segons els organitzadors, l'Expo 2020 Dubai ajudaria al país a experimentar un augment del PIB tal com va predir el Fons Monetari Internacional.
El 2016, l'Expo 2020 va adjudicar ni més ni menys que 1.200 contractes per a inversions de prop de 2.000 milions de dírhams (510 milions d'euros).
A principis del 2017, Dubai va anunciar que hauria d'adjudicar contractes per valor d'11.000 milions de dirhams (2.800 milions d'euros) durant tot l'any per a les obres d'infraestructures necessàries per a l'esdeveniment.

## El lloc
El lloc principal de l'Expo 2020 Dubai serà una àrea de 438 hectàrees situada a mig camí entre Dubai i Abu Dhabi. El pla director, dissenyat per l'empresa nord-americana HOK, s'organitza al voltant d'una plaça central, titulada Al Wasl (que significa "la connexió" en àrab), envoltat de tres grans pavellons, anomenats districtes, cadascun dedicat a un subtema: oportunitat, sostenibilitat i mobilitat.